# Người Mỹ gốc România
Người Mỹ gốc România là người Mỹ có nguồn gốc tổ tiên từ người România. Theo Khảo sát cộng đồng Mỹ năm 2017, 478.278 người Mỹ chỉ ra người România là tổ tiên thứ nhất hoặc thứ hai của họ, tuy nhiên các nguồn khác cung cấp các ước tính cao hơn, có khả năng chính xác hơn, về số lượng người Mỹ gốc România ở Hoa Kỳ đương thời; ví dụ như mạng lưới người Mỹ gốc România cung cấp ước tính sơ bộ là 1,2 triệu người hoàn toàn hoặc một phần sắc tộc România. Ngoài ra còn có một số lượng đáng kể người Do Thái România, ước tính khoảng 225.000 người.

## Phân bố dân cư
Người Mỹ gốc Romania phân bố khắp Hoa Kỳ, tập trung ở miền Trung Tây, chẳng hạn như ở các bang Michigan, Ohio và Illinois; vùng Đông Bắc, ở New York, Pennsylvania và Delaware, cũng như California (Los Angeles và Sacramento). Ở vùng Đông Nam, các cộng đồng được tìm thấy ở Georgia (Metro Atlanta), Florida (Nam Florida) và Alabama (Montgomery). Ngoài ra còn có các cộng đồng quan trọng ở vùng Tây Nam, chẳng hạn như ở Arizona. Cộng đồng người Mỹ gốc România lớn nhất là ở bang New York.

Bản đồ Bắc Mỹ nêu bật Tòa giám mục România của OCA

### Dân số sinh ra tại România
Dân số Romania sinh ra ở Hoa Kỳ kể từ năm 2010:
| Year | Number  |
| ---- | ------- |
| 2010 | 151.767 |
| 2011 | 164.606 |
| 2012 | 165.819 |
| 2013 | 157.302 |
| 2014 | 157.315 |
| 2015 | 159.546 |
| 2016 | 161.629 |
| 2017 | 165.199 |
| 2018 | 162.443 |
| 2019 | 167.751 |